# Five in the Black
《Five in the Black》為韓國男子團體東方神起於2007年3月14日在日本發行之2nd錄音室專輯 。該專輯由Rhythm Zone發行，收錄了多首風格多元的歌曲，包括流行、R&B與舞曲元素。專輯中包含了多首受歡迎的曲目，如〈Sky〉、〈miss you〉、〈"O"-正‧反‧合〉、〈Step by Step〉。

## 专辑曲目
- CD

1. ZION
作词：H.U.B.、作曲：C.Richardson / I.James / C.L.Jo / R.Davis
2. Sky
作词：H.U.B.、作曲：h-wonder、编曲：h-wonder
3. Begin
4. Choosey Lover
5. DEAD END
作词：H.U.B.、作曲：P.Drew / G.Watts / P.Barringer
6. High time
作词：jam、作曲：Masataka Kitaura
7. PROUD
作词：园田凌士、作曲：中村仁、编曲：中村仁
8. 约束
9. miss you
作词：H.U.B.、作曲：铃木大辅、编曲：h-wonder
10. “O”‐正.反.合.
作词：YOO YOUNG JIN · 日本语词：H.U.B.、作曲：YOO YOUNG JIN、编曲：YOO YOUNG JIN
11. I’ll be there
作词：Hwang Scongle(BJJ) / Yoo Janic、作曲：Hwang Scongle(BJJ)
12. Step by Step
13. Hello again
作词：H.U.B.、作曲：Daisuke Suzuki
14. Begin -アカペラver.-（Bonus Track）
15. miss you -ballade ver.-（Bonus Track）
作词：H.U.B.、作曲：铃木大辅、编曲：h-wonder
16. A Whole New World （Bonus Track）

- DVD

1. Rising Sun (Video Clip)
2. Begin (Video Clip)
3. Sky (Video Clip)
4. miss you (Video Clip)
5. “O”‐正.反.合. (Video Clip)
6. Step by Step (Video Clip)
7. Choosey Lover (Video Clip)

## 關聯項目
- 2nd LIVE TOUR 2007 ~Five in the Black~ (LIVE CD / LIVE DVD / LIVE Blu-ray)
- TVXQ 2nd日本巡迴演唱會(2nd LIVE TOUR 2007 ~Five in the Black~)

| 日期                         | 演唱會站次 | 舉行地點              |
| 2007年5月10日                | 東京站     | 東京中野Sun Plaza會館 |
| 2007年5月12~13日             | 大阪站     | 大阪厚生年金會館      |
| 2007年5月16日                | 新潟站     | 新潟縣民會館          |
| 2007年5月18~19日             | 澀谷站     | 澀谷公會堂            |
| 2007年5月23日                | 札幌站     | 札幌市教育文化會館    |
| 2007年5月27日                | 仙台站     | 仙台市民會館          |
| 2007年5月29日                | 神戶站     | 神戶國際會館          |
| 2007年5月31日                | 滋賀縣站   | びわ湖ホール          |
| 2007年6月2~3日               | 愛知縣站   | 愛知縣芸術劇場        |
| 2007年6月15~16日             | 福岡站     | 福岡サンパレス        |
| TVXQ 2nd日本巡迴Encore演唱會 |            |                       |
| 2007年6月18~19日             | 東京站     | 東京武道館            |